# Trattato di Troyes
Il trattato di Troyes fu un accordo con cui Enrico V d'Inghilterra avrebbe ereditato il trono di Francia in seguito alla morte di Carlo VI di Francia. Fu firmato il 21 maggio 1420 nella cattedrale di Troyes. Il trattato era parte delle conseguenze derivanti dalla Battaglia di Azincourt. Tale tentativo di alterare il modello dinastico tradizionale francese non ebbe successo.

## Contesto
Il re francese Carlo VI era da lungo tempo sofferente di attacchi di follia e la regina Isabella esercitava la reggenza nei suoi frequenti episodi psicotici. Mancando un saldo potere centrale, la corte francese si divise in due partiti, gli Armagnacchi e i Borgognoni, che provocarono tensioni sempre più violente, sino a scoppiare in una guerra civile.
La sovrana, per mantenere l'autorità regia e proteggere il marito e i figli, cambiò varie volte alleanze tra i due partiti. Nel frattempo, sfruttando lo stato di debolezza interno al regno di Francia, Enrico V d'Inghilterra invase la Francia settentrionale reclamando per sé la corona francese. Nella fatidica battaglia di Azincourt, l'esercito francese subì una sonora sconfitta nonostante il numero di uomini di gran lunga maggiore. Un'intera generazione di capi militari venne uccisa e Carlo d'Orléans, fra i capi del partito degli Armagnacchi, venne fatto prigioniero.
Dopo la morte precoce di due eredi al trono, Luigi e Giovanni, nel 1417 il titolo di Delfino passò al quattordicenne Carlo. Simpatizzante per il partito degli Armagnacchi, il Delfino fuggì da Parigi conquistata dai Borgognoni guidati dal duca Giovanni di Borgogna, "Senza Paura". Pochi anni dopo, Carlo propose un incontro per trattare un accordo di pace con il duca di Borgogna ma, durante il confronto, Giovanni fu ucciso dagli accompagnatori del Delfino sul ponte di Montereau.
A seguito dell'omicidio del duca di Borgogna, di cui il Delfino Carlo fu considerato il mandante, il re di Francia diseredò il figlio, considerandolo responsabile di aver impedito la pace civile con il suo coinvolgimento in quello che definì un «crimine orribile e spaventoso».

## Termini

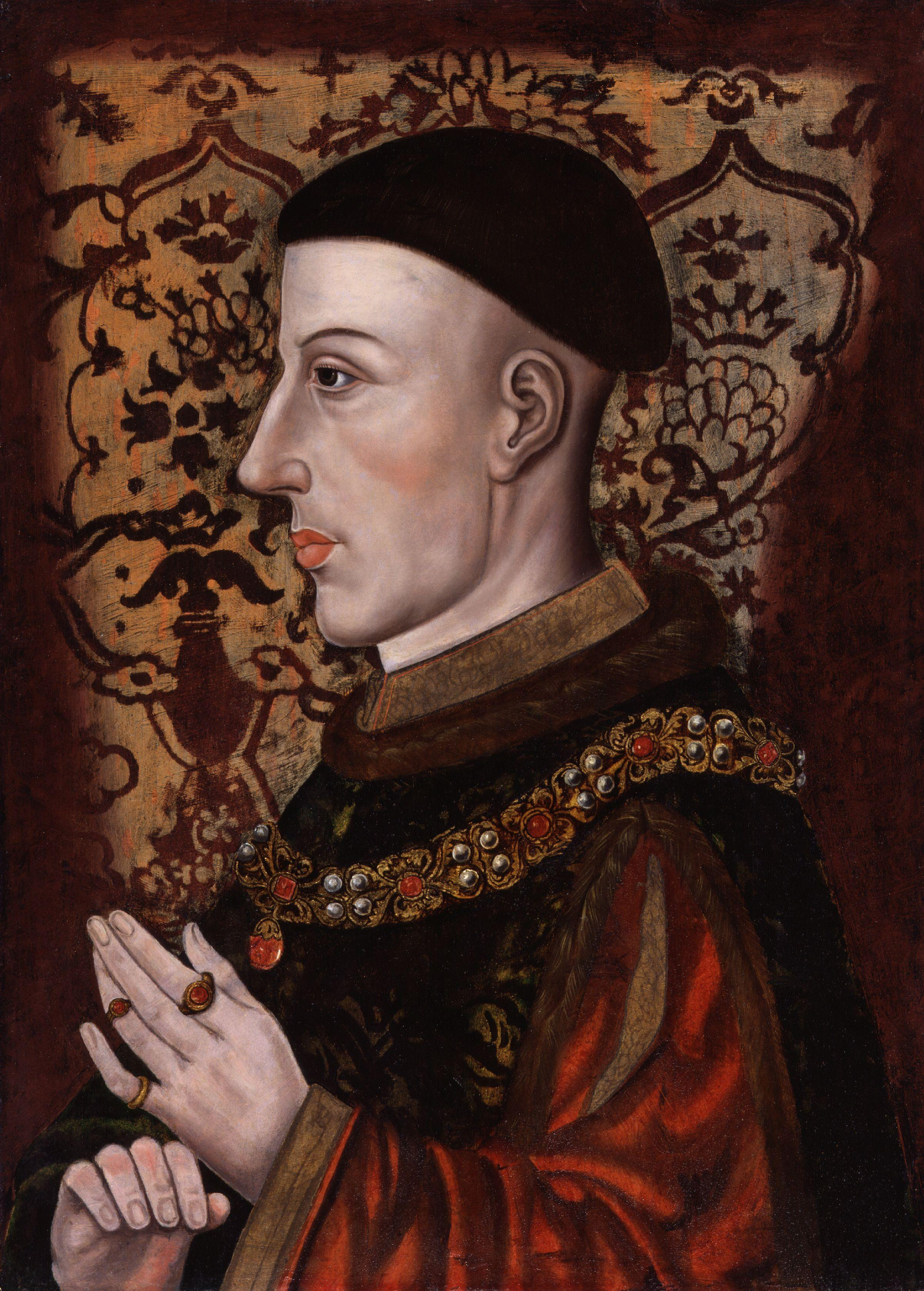
Ritratto postumo di Enrico V d'Inghilterra, XVI secolo

Il trattato di Troyes fu il tentativo di Francia ed Inghilterra di porre termine alla Guerra dei cent'anni. 
Se le dinastie si fossero unite mediante Enrico V, ciò avrebbe posto fine alla guerra ed avrebbe consegnato la Francia nelle mani di un abile ed energico regnante. Senza considerare che secondo la legge salica, dopo il Delfino diseredato, l'erede alla Corona sarebbe stato Carlo d'Orléans che però in quel momento era prigioniero a Londra, in seguito alla battaglia di Azincourt. A sua volta coinvolto nei negoziati, Filippo III di Borgogna non accettò nessun apparente beneficio dal trattato, sembrando appagato dal fatto che l'uomo accusato dell'omicidio del padre fosse stato diseredato.
Fu la regina Isabella a firmare il trattato, poiché il marito si trovava indisposto a causa dei suoi problemi di salute mentale. Il trattato tentò di escludere il futuro Carlo VII dalla successione al trono. L'intesa stabiliva il matrimonio della figlia di Carlo VI, Caterina di Valois, con Enrico V d'Inghilterra e proclamava Enrico V e la sua discendenza quali successori di Carlo VI. Gli Stati generali francesi ratificarono il trattato successivamente, dopo l'ingresso di Enrico V a Parigi. Il trattato era la base giuridica di quella che è stata chiamata «doppia monarchia»: i due regni sarebbero stati governati da un unico regnante pur mantenendo separati i contesti politico-economici.

## Controversie

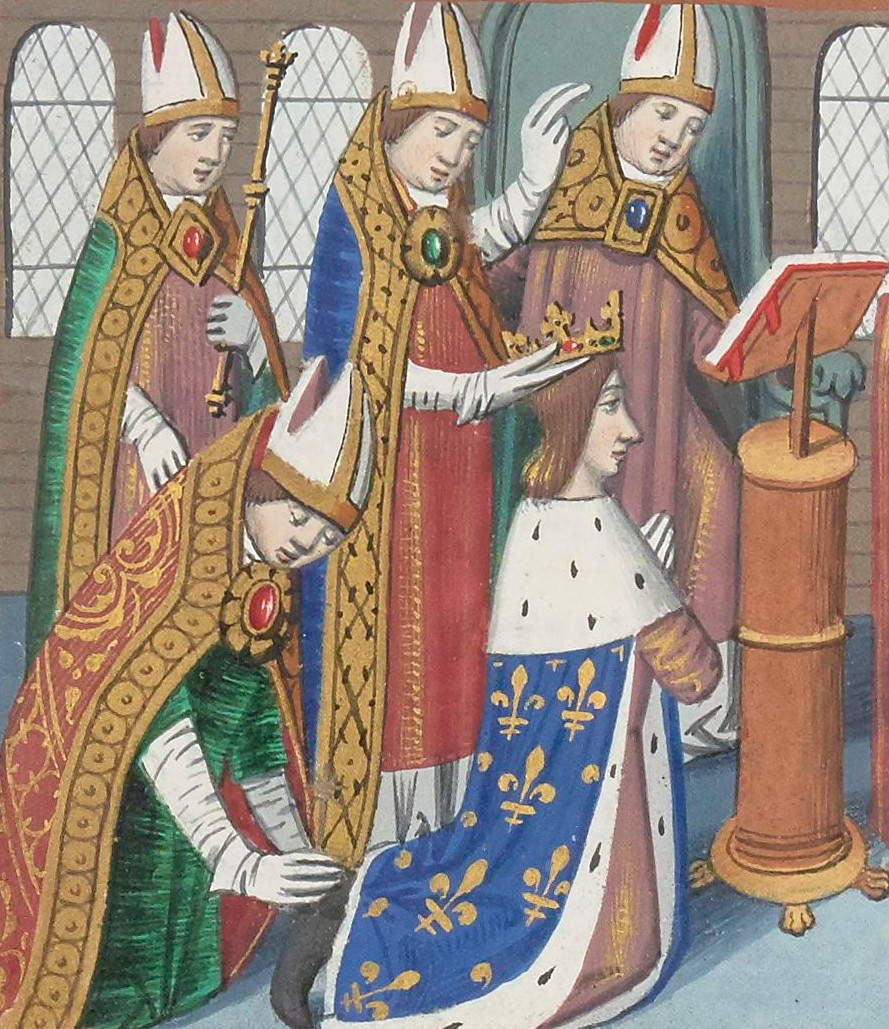
Incoronazione di Carlo VII a Reims.

La firma del trattato e il concetto di doppia monarchia furono ferocemente attaccati dai dignitari francesi, poiché andava contro quell'idea di nazione francese che proprio in quel secolo si stava formando nella cultura popolare e che la guerra dei cent'anni stava rafforzando.
All'epoca della firma del trattato, nessuno si aspettava che Carlo VI ed Enrico V sarebbero morti a pochi mesi di distanza l'uno dall'altro nel 1422, lasciando un giovane erede, Enrico VI d'Inghilterra, quale monarca nominale di entrambi i paesi.
Dopo la morte del padre, Carlo VII assunse di fatto il controllo dei territori francesi ancora liberi. I suoi detrattori rivendicarono che egli non fosse il figlio di Carlo VI. La regina Isabella fu oggetto di critiche che la volevano amante di Luigi di Valois, duca d'Orléans; molti osservatori interpretarono il trattato come una conferma dell'illegittimità del Delfino. I sostenitori degli inglesi definirono Carlo VII sovrano del "Regno di Bourges", un modo beffardo per indicare le dimensioni ridotte dello stato francese.
Gli ecclesiastici che parteggiavano per il Delfino si appellarono all'antica legge salica, contestando che nessuna donna avrebbe potuto trasmettere il diritto a regnare. Il trattato si basò sulle rivendicazioni di Enrico V ed Enrico VI circa il loro legame con Caterina di Valois. 
Lo scopo del trattato di Troyes fallì grazie all'intervento di Giovanna d'Arco, che portò Carlo VII ad essere incoronato ufficialmente nella città di Reims, dopo averla riconquistata, il 17 luglio 1429.

## Estratto
“Carlo per grazia di Dio, Re di Francia […] In primo luogo, affinché per il patto matrimoniale stipulato per il bene della detta pace nel detto figlio Re Enrico e nella nostra carissima e amatissima figlia Caterina, si fece nostro figlio […] - 6. Item, è concesso che subito dopo la nostra morte e quindi in avanti, la corona e il regno di Francia, con tutti i loro diritti e beni, rimangano e saranno perennemente al nostro detto figlio Re Enrico e suoi eredi. - 7. Voce, che per ciò che ci è tenuto e impedito il più delle volte, in modo tale che non possiamo nella nostra persona ascoltare o lasciare a disposizione dei compiti del nostro regno, la facoltà e l'esercizio di governare e ordinare il cosa pubblica del detto regno sarà e rimarrà, per tutta la nostra vita, a nostro figlio, noto come re Enrico"